# NL-ix
De NL-ix is een internetknooppunt of peering-netwerk in Nederland. De meeste locaties bevinden zich in Amsterdam, maar er zijn ook locaties in Schiphol-Rijk, Ede, Almere, Aalsmeer, Haarlem, Oude Meer, Hilversum, Rotterdam, Enschede, Maastricht  en Groningen. Naast de Nederlandse locaties zijn de diensten van NL-ix beschikbaar in zes andere landen: België, Denemarken, Duitsland, Frankrijk, Luxemburg en het Verenigd Koninkrijk.
NL-ix biedt naast hun peering-diensten ook transit, ethernet-transport, cloud connect, wavelengths, en daarnaast op software gebaseerde oplossingen als Elastic Interconnect.

## Geschiedenis
In maart 2002 kondigde de toenmalige AMS-IX-voorzitter, Jan Hoogenboom, aan te starten met een nieuw internetknooppunt (Internet Exchange). Deze moest dienen als alternatief en back-up voor AMS-IX. Twee maanden later werden de eerste locaties, SARA en Nikhef, operationeel. Datzelfde jaar nog groeide NL-ix naar acht locaties, waarbij de locatie in Ede de eerste locatie buiten Amsterdam was. Tot dan toe was Amsterdam de enige plaats in Nederland waar een Internet Exchange aanwezig was. Eind 2003 had NL-ix 11 locaties onder andere in Amsterdam, Ede, Schiphol-Rijk en het mediapark in Hilversum. In januari 2008 opende NL-ix in de Spaanse kubus in Rotterdam de twintigste locatie. In mei 2012 sloot het een zestal datacenters in België aan. Begin januari 2021 zijn er 96 datacentra in 7 landen.
Op 31 december 2008 waren er 207 aangesloten partijen, die in totaal 488 poorten gebruikten, twee jaar later waren dit al 269 partijen op 751 poorten. Begin januari 2024 zijn er 661 aangesloten partijen. Dit is ook te zien in de groei van dataverkeer. In 2008 was dit 42 Gbit/s, in 2010 118 Gbit/s en begin 2012 160 Gbit/s. Begin januari 2024 ligt de piek op 7,98 Tbit/s.

## Overname door KPN
Op 4 maart 2011 werd bekend dat het knooppunt werd overgenomen door KPN, dat NL-ix als 'zelfstandige organisatie' zou laten voortbestaan.
Welk bedrag met de overname was gemoeid werd niet bekendgemaakt.